# Madona de Bruges

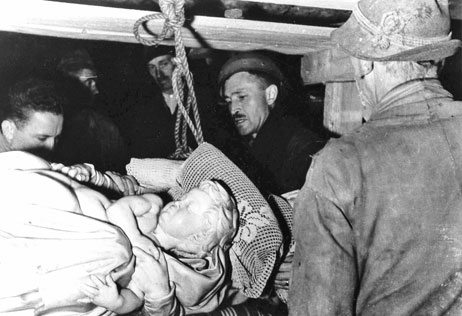
A estátua sendo recuperada da mina de sal de Altaussee.

A Madona de Bruges é uma escultura em mármore de Michelangelo representando Maria com o Menino Jesus.
A representação de Michelangelo da Madona e o Menino difere significativamente das representações anteriores do mesmo assunto, que tendiam a caracterizar uma Virgem piedosa de cabeça inclinada para baixo e sorrindo para uma criança sustentada em seus braços. Em vez disso, Jesus está ereto, quase sem apoio, apenas ligeiramente contido pela mão esquerda de Maria e parece estar prestes a se afastar de sua mãe. Enquanto isso, Maria não se apega ao filho nem olha para ele, mas olha para baixo e para longe. Acredita-se que o trabalho foi originalmente destinado a uma peça-de-altar. Se isso é correto, então a escultura teria sido exibida virada ligeiramente para a direita e olhando para baixo. Esse trabalho do começo do século XVI também exibe o estilo de composição piramidal da Alta Renascença, frequentemente visto nas obras de Leonardo da Vinci no final do século XV.
Madona e o Menino compartilham certas semelhanças com a Pietà de Michelangelo, que foi concluída um pouco antes - principalmente o efeito chiaroscuro e a disposição dos tecidos. O rosto comprido e oval de Maria é também uma reminiscência da Pietà.
O trabalho também é notável pois foi a única escultura de Michelangelo a deixar a Itália durante a sua vida. Em 1504, foi comprada por Giovanni e Alessandro Moscheroni (Mouscron), que eram ricos comerciantes de tecidos em Bruges, então uma das principais cidades comerciais da Europa. A escultura foi vendida por 4.000 florins.
A peça foi removida duas vezes da Bélgica desde então. A primeira foi em 1794, depois que os revolucionários franceses conquistaram a Holanda austríaca, durante as Guerras Revolucionárias Francesas; os cidadãos de Bruges foram obrigados a enviá-la, além de várias outras obras de arte valiosas, para Paris. Elas foram devolvidas após a derrota final de Napoleão em Waterloo em 1815. A segunda remoção ocorreu em 1944, durante a Segunda Guerra Mundial, com a retirada dos soldados alemães. Eles a trouxeram para a Alemanha envolta em colchões num caminhão da Cruz Vermelha. Ela foi descoberta um ano depois em Altaussee, Áustria, dentro de uma mina de sal e novamente retornou à Bélgica. Ele agora fica na Igreja de Nossa Senhora em Bruges. Esse acontecimento faz parte do filme baseado em fatos reais The Monuments Men.